# Большебукорское сельское поселение
Большебукорское се́льское поселе́ние —  бывшее муниципальное образование в Чайковском муниципальном районе Пермского края Российской Федерации.
Административный центр — деревня Большой Букор.

## История
Статус и границы сельского поселения установлены Законом Пермской области от 9 декабря 2004 года № 1890—413 «Об утверждении границ и о наделении статусом муниципальных образований административной территории города Чайковского Пермского края»
Упразднено в 2018 году вместе с другими поселениями муниципального района путём их объединения в Чайковский городской округ.

## Население
| 2010  | 2012  | 2013  | 2014  | 2015  | 2016  | 2017  |
| ----- | ----- | ----- | ----- | ----- | ----- | ----- |
| 1176  | ↗1201 | ↗1243 | ↘1242 | ↗1244 | ↗1256 | ↘1253 |
| 2018  |       |       |       |       |       |       |
| ↗1263 |       |       |       |       |       |       |

## Состав сельского поселения
| № | Населённый пункт | Тип населённого пункта       | Население |
| - | ---------------- | ---------------------------- | --------- |
| 1 | Большой Букор    | село, административный центр | ↗1040     |
| 2 | Малый Букор      | деревня                      | 180       |

## Флаг
Первый флаг Большебукорского сельского поселения был утверждён решением Совета депутатов Большебукорского сельского поселения от 18 июня 2010 года № 92 по результатам конкурса на лучший эскиз проекта герба и флага Большебукорского сельского поселения, проводившегося на основании решения Совета депутатов Большебукорского сельского поселения от 16 апреля 2010 года № 82. Ныне действующий флаг утверждён 30 ноября 2010 года.
Геральдическое описание герба гласит: «В лазоревом поле пониженная и смещённая влево серебряная пирамида, поверх всего — два волнистых серебряных в лазури и лазоревых в серебре пониженных пояса; всё сопровождено вверху тремя серебряными звёздами (одна и две)».